# Guerra das Laranjas
A Guerra das Laranjas foi um conflito militar entre Portugal e Espanha ocorrido entre 20 de maio e 6 de junho de 1801. Esta guerra ocorreu no contexto de alianças militares europeias que opunham a Segunda Coligação, da qual faziam parte Portugal e a Inglaterra, à França de Napoleão, da qual Espanha era aliada.
Durante a Campanha do Rossilhão, Portugal tinha apoiado Espanha contra a França Revolucionária. Em 1795, Espanha e França assinaram o Tratado de Basileia, que pôs fim às hostilidades entre os dois países. Este tratado foi assinado sem o conhecimento de Portugal, que se manteve em estado de guerra com França. Para obter a paz, França exigia a Portugal que abandonasse a aliança militar com Inglaterra para se aliar à França e que proibisse os navios ingleses de entrar nos portos portugueses. No entanto, se Portugal se aliasse à França as suas colónias seriam de imediato atacadas pelos ingleses, pelo que procurou manter uma posição de neutralidade. Em 1796, Espanha e França assinaram o Tratado de Santo Ildefonso, pelo qual se tornavam aliadas contra Inglaterra. Em 1797, no sentido de pressionar Portugal a ceder às exigências francesas, Espanha começou a posicionar tropas junto à fronteira com Portugal.
No dia 6 de fevereiro de 1801, Espanha fez um ultimato a Portugal em que ameaçava invadir o país. Face à recusa do governo de João VI de Portugal em ceder ao ultimato e pressionado pela França, no dia 27 de fevereiro Carlos IV de Espanha declarou guerra a Portugal. No dia 20 de maio de 1801 e sob o comando de Manuel de Godoy, o exército espanhol invadiu Portugal pelo Alentejo. As fortificações portuguesas encontravam-se em mau estado e o exército português desmobilizado. Foram conquistadas as praças de Olivença, Juromenha, Arronches e Campo Maior, tendo também sido cercada a cidade de Elvas. Houve também algumas ações militares na fronteira em Trás-os-Montes e no Algarve. A campanha militar durou apenas 18 dias e terminou em 6 de junho de 1801, quando as negociações entre Portugal e Espanha que decorriam em paralelo foram bem sucedidas.  
A paz entre as potências beligerantes foi estabelecida nos termos do Tratado de Badajoz, assinado entre Portugal e Espanha, e do Tratado de Madrid, assinado entre Portugal e França.

## Antecedentes
No último quartel do século XVIII, a Guerra de Independência dos Estados Unidos em 1776, e mais tarde a Revolução Francesa em 1789, polarizam a vida política da Europa entre partidários da França e partidários da Inglaterra. Em Portugal, o governo de Maria I procurou manter uma política de neutralidade no conflito aberto que Inglaterra mantinha com a sua antiga colónia. Em 1782, Portugal aderiu à Liga dos Neutros, o que lhe permitiu manter a liberdade de circulação no comércio marítimo.
Este período foi também caracterizado por uma reaproximação e época de paz entre Portugal e Espanha. Em 1778, as duas nações assinaram o Tratado de El Pardo, que pôs fim às disputas territoriais nas colónias da América do Sul. Em 1785 foi celebrado um duplo casamento entre os infantes portugueses João e Mariana Vitória e os infantes espanhóis Gabriel e Carlota Joaquina.

### A conjuntura de guerra
O receio da expansão das ideias revolucionárias e do período de terror que se seguiu à Revolução Francesa colocou as monarquias europeias em estado de alerta. Face à probabilidade de uma incursão militar do exército revolucionário francês na Península Ibérica, Portugal reforçou os meios de defesa, apresou vários navios franceses e impediu o desembarque de tropas republicanas. Em 1792 teve início a Guerra da Primeira Coligação, que opôs os revolucionários franceses a diversas potências europeias. A neutralidade Ibérica tornou-se insustentável. Em 15 de julho de 1793 Portugal e Espanha assinam um tratado de auxílio mútuo contra os franceses. Em 26 de setembro, é assinado um tratado idêntico com Inglaterra.
Em 1793, Portugal enviou para Espanha uma força militar de 6000 soldados para apoiar o exército espanhol a repelir as forças francesas na Campanha do Rossilhão. Quando a Espanha e a França puseram fim às hostilidades e assinaram o Tratado de Basileia, em 22 de julho de 1795, sem conhecimento do governo português, Portugal ficou numa posição difícil. Ficou em estado de guerra com a França de quem a Espanha se tornara aliada. A França apresentou as suas condições: para obter a paz, Portugal devia abandonar a sua aliança com a Inglaterra. Isto significava para Portugal fazer parte de uma liga ofensiva e defensiva que a Espanha e a França tinham estabelecido contra a Inglaterra. Mas eram feitas mais exigências: proibir os navios ingleses de entrarem nos portos portugueses, estabelecer facilidades comerciais ao comércio francês tanto em Portugal como no Brasil, pagar uma indemnização de guerra à França e regulamentar as fronteiras entre as Guianas. Neste último caso, o que a França pretendia era ampliar a Guiana Francesa à custa do Norte do Brasil.
A corte de Lisboa tomou conhecimento, supõe-se que por intermédio do embaixador na corte de Turim, Rodrigo de Sousa Coutinho, de notícias sobre um possível acordo secreto entre a França e a Espanha para a conquista de Portugal. A hostilidade entre a França e Portugal era sentida no mar: uma esquadra francesa, entre o Cabo da Roca e a Berlenga, afundou doze navios portugueses e apresou outro, carregado com produtos vindos do Brasil. Verificaram-se muitas outras ações deste tipo. O facto de o governo português não ter assumido uma posição clara como aliado da Inglaterra na guerra contra a França levava aquela potência naval a evitar envolver-se nestes assuntos.
Ao governo português, que pretendia preservar as suas colónias, convinha manter a ligação com a Inglaterra que detinha a capacidade de dominar as rotas marítimas. Se Portugal se aliasse à França, as suas colónias seriam de imediato atacadas pelos ingleses e o país estaria mais desprotegido perante as ambições territoriais de Espanha. Portugal procurou manter uma situação de neutralidade para a qual não dispunha de recursos.
Logo em 1797, os Espanhóis começaram a concentrar tropas junto à fronteira. Com esta medida, pretendiam pressionar Portugal a ceder às exigências francesas. Em 1800 já se conheciam os nomes dos comandantes das unidades espanholas que iriam invadir Portugal, já tinham sido constituídos depósitos de víveres e já tinham sido instalados hospitais de campanha na Estremadura e na Galiza. O General Berthier esteve presente em alguns dos locais de concentração de tropas. Perante esta ameaça, foi enviado ao General Ralph John Abercromby, em Gibraltar, um pedido de apoio de 12.000 homens. No dia 8 de novembro de 1800 chegaram a Lisboa, vindos de Gibraltar, 1.500 militares britânicos e, no dia 14, chegaram mais 722. Em Espanha, uma epidemia que surgiu em vários pontos da Andaluzia obrigou a desviar para ali cerca de 12.000 homens para isolar a região. Isto reduziu significativamente o potencial do exército espanhol da Estremadura.

### Tratado de Santo Ildefonso

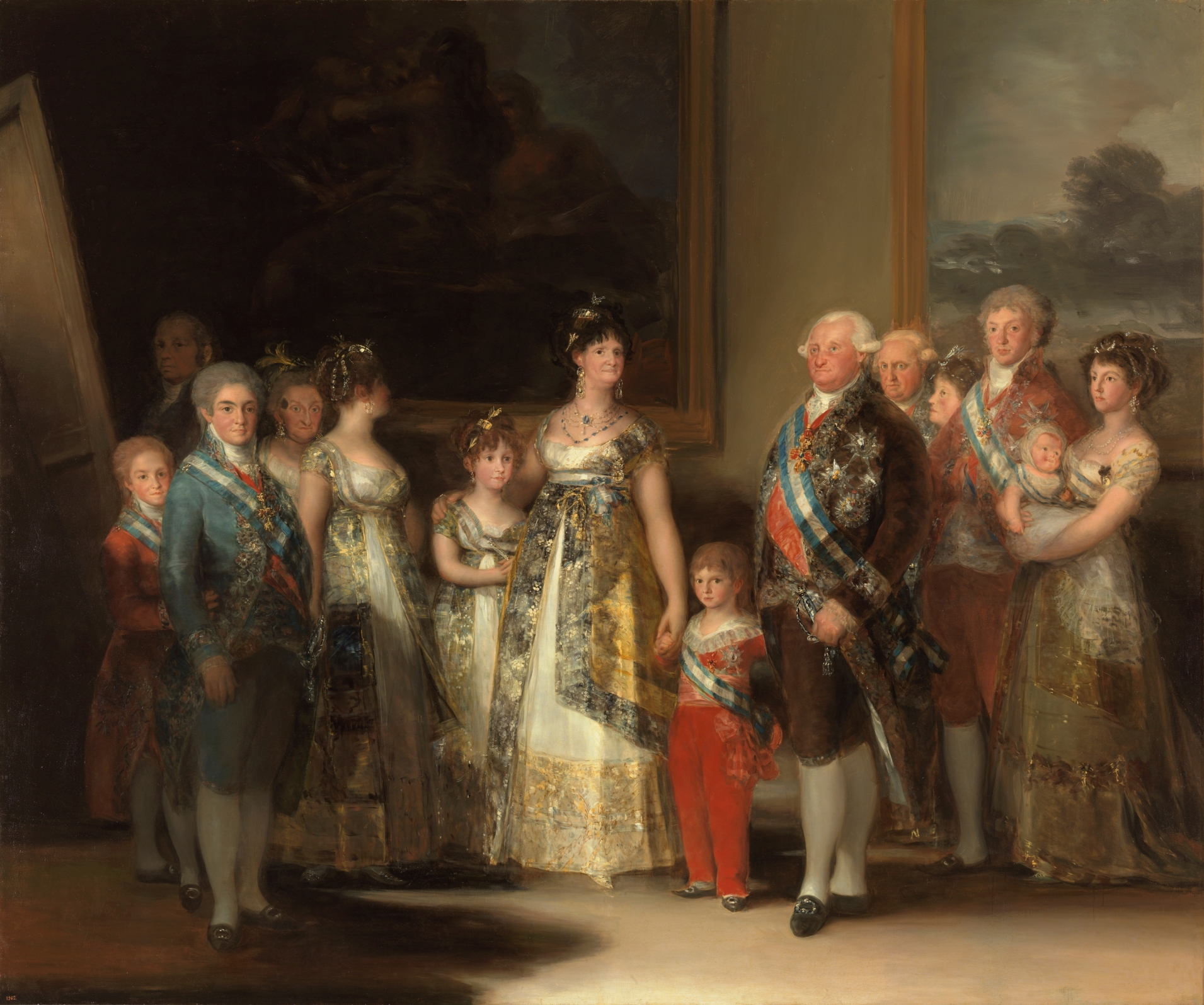
Carlos IV de Espanha e a sua família. Quadro a óleo de Francisco Goya, pintado entre 1800 e 1801, portanto, na época dos acontecimentos que conduziram à Guerra das Laranjas.

A Espanha e a França eram aliadas nos termos do Tratado de Santo Ildefonso assinado em 18 de agosto de 1796. A 1 de outubro de 1800, aquelas potências celebraram o segundo Tratado de Santo Ildefonso em que eram citadas questões relativas a Itália e à entrega da Luisiana à França. No seu artigo 7º reafirmava-se a adesão ao estabelecido no Tratado de 1796. No dia 29 de janeiro de 1801, em Madrid, foi assinado um acordo entre a França e a Espanha, ratificado a 1 de fevereiro.
De acordo com esse documento, estava prevista a invasão de Portugal no caso de este País não aceitar as seguintes condições:
- Abandono da aliança com a Inglaterra;
- Encerramento dos portos portugueses aos navios britânicos e abertura aos navios espanhóis e franceses;
- Ocupar uma ou mais províncias portuguesas, com um quarto da população do Reino, a fim de constituírem penhor da restituição pela Inglaterra de Maó (na ilha de Minorca) e Malta;
- Pagar uma indemnização à Espanha e outra à França como compensação por alegados prejuízos causados;
- Proceder a uma revisão das fronteiras.

### Ultimato e declaração de guerra

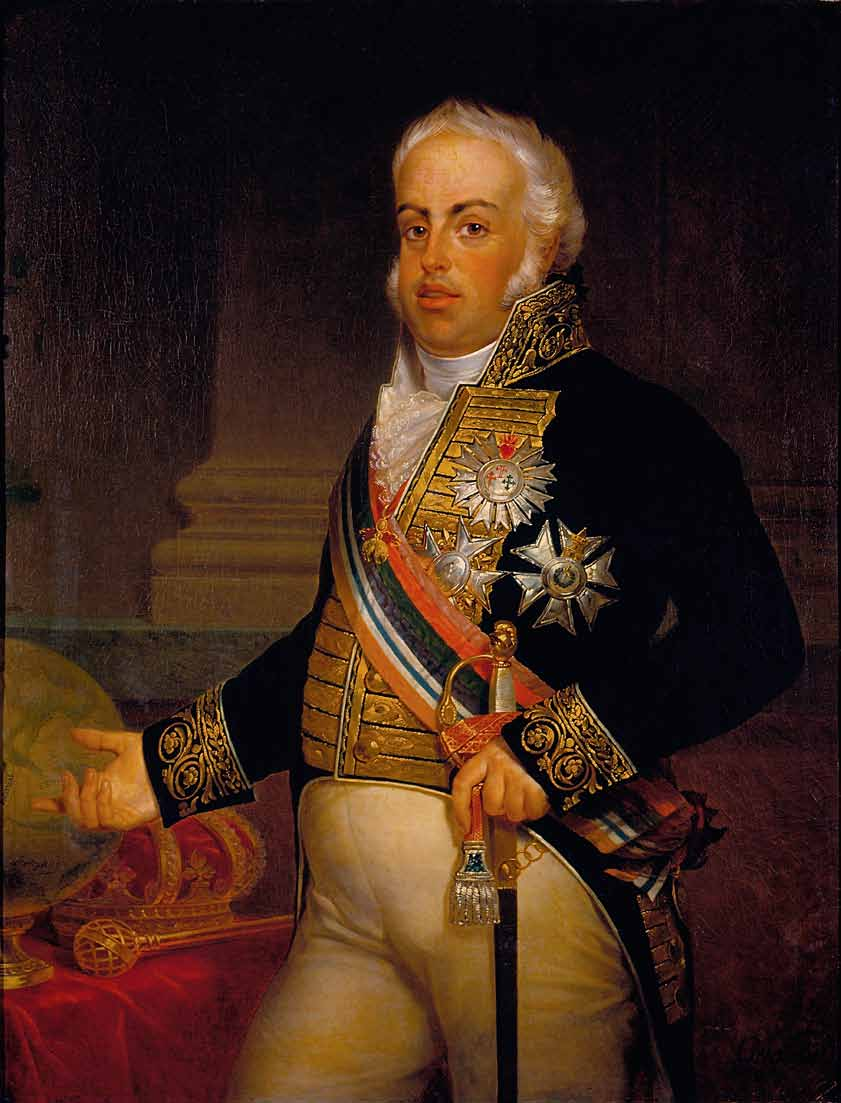
João VI de Portugal era, na altura destes acontecimentos, o Príncipe Regente de Portugal atendendo à incapacidade da Rainha Maria I de Portugal, sua mãe.

No dia 6 de fevereiro, D. José Maria de Sousa Botelho partiu de Lisboa para Madrid a fim de conferenciar com as autoridades espanholas e francesas e tentar evitar a guerra. No entanto, nesse mesmo dia, o embaixador espanhol em Lisboa entregou a Luís Pinto de Sousa Coutinho um ofício da corte espanhola com um ultimato: ou o governo português respondia favoravelmente no prazo de 15 dias à exigência de abandonar a aliança com a Inglaterra ou o embaixador espanhol deixaria Lisboa e seria declarada a guerra. As conversações arrastaram-se até final de fevereiro mas sem obterem o resultado que o governo português desejava.
No dia 27 de fevereiro de 1801, Carlos IV de Espanha assinou a declaração de guerra a Portugal. Após a notificação do corpo diplomático, a declaração de guerra foi proclamada em Madrid no dia 2 de março. Só dez dias depois do início da invasão é que foi publicada em Portugal.
Portugal, perante as duas alternativas possíveis - manter a aliança com a Inglaterra e conservar os territórios ultramarinos mas sujeitar-se à guerra com a França e a Espanha ou romper a aliança com a Inglaterra e evitar a invasão mas perder, no mínimo, o acesso ao ultramar – foi empurrado para a primeira das hipóteses. A Espanha, por seu lado, não podia retardar mais a invasão pois a alternativa era ver as tropas francesas adquirirem posições preponderantes no seu território com a finalidade de serem elas a efetuarem a invasão de Portugal. A neutralidade era impossível na conjetura da época. Mais tarde, a respeito destes acontecimentos, Talleyrand afirmava que Portugal se encontrava entre duas ameaças e, destas, as esquadras inglesas não eram certamente a menor delas.

## Operações militares

### As forças espanholas

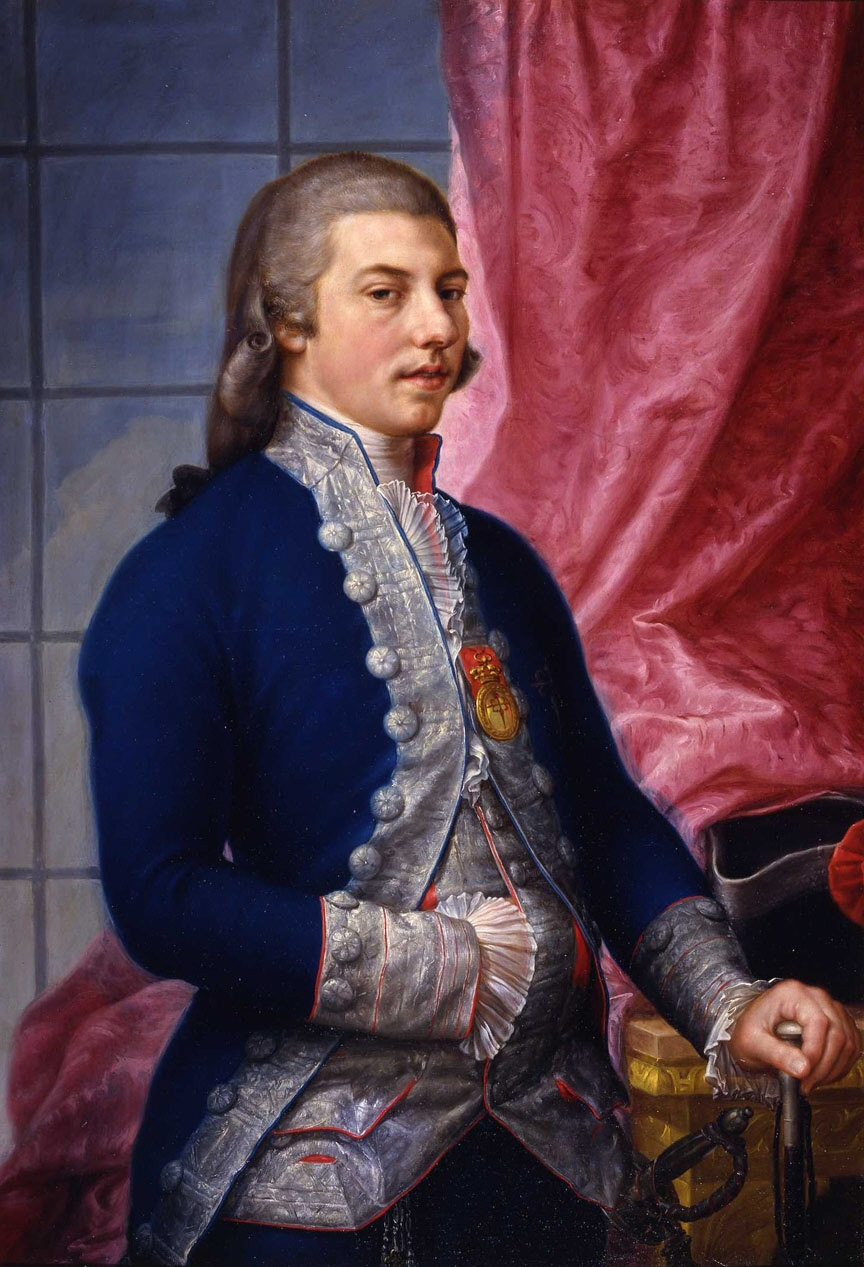
Manuel de Godoy comandou pessoalmente as operações na Estremadura (Espanha) e Alentejo (Portugal). Quadro de Francisco Bayeu.

Os Espanhóis utilizaram três exércitos que foram posicionados junto à fronteira portuguesa em três regiões: Galiza, Estremadura e Andaluzia. Os exércitos posicionados na Galiza e na Andaluzia eram constituídos, cada um, apenas por uma divisão. O exército posicionado na Estremadura era o mais numeroso, constituído por cinco divisões e sob o comando de Manuel de Godoy. Embora tenha havido ações militares noutros pontos da fronteira, foi este o exército (o da Estremadura) que invadiu Portugal e, por isso, é este que importa ver mais em pormenor:
- A divisão de Vanguarda, sob comando do Marechal de campo Francisco Maria Solano Ortiz de Rosas, dispunha de 13.200 homens;
- A 1.ª Divisão, sob comando do Tenente-general Diego de Godoy, com 7200 homens;
- A 2.ª Divisão, sob comando do Tenente-general Ignácio Lancaster, com 9600 homens;
- A 3.ª Divisão, sob o comando do Tenente-general Marquês de Castelar, com 12 000 homens;
- A 4.ª Divisão, sob o comando do Tenente-general Francisco Xavier de Negrete, com 4761 homens.

### As forças portuguesas

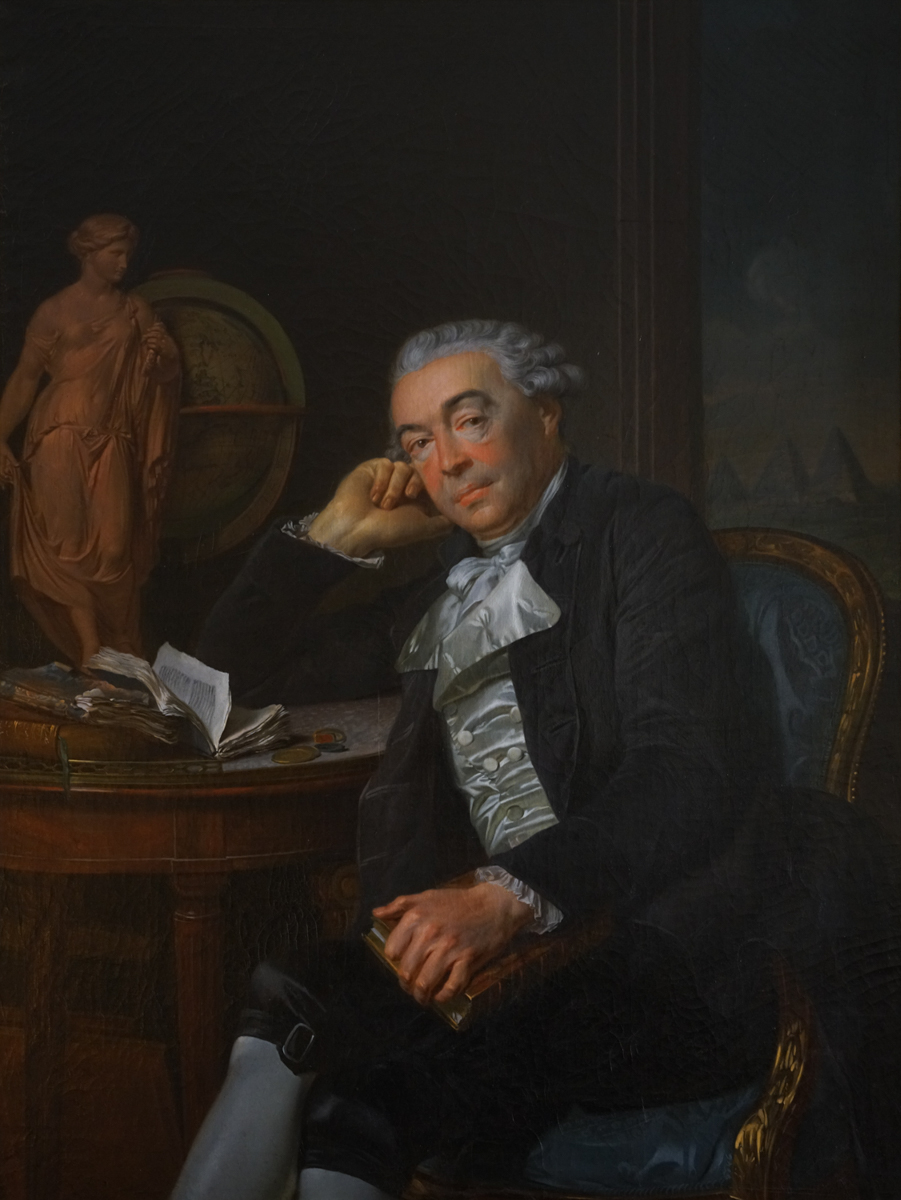
O Duque de Lafões, João Carlos de Bragança, marechal general e comandante do Exército português

As derrotas sofridas pelas forças francesas no Norte de Itália, em 1799, convenceram o governo português que os Franceses teriam de aceitar os termos da paz impostos pelos aliados da Segunda Coligação e, em 1800, para reduzir as despesas, mandou desmobilizar parte do Exército. Perante esta atitude, os Britânicos retiram de Portugal as tropas que aqui se encontravam a pedido do governo português. Só em fevereiro de 1801, perante a inevitabilidade da guerra, foi dada ordem de mobilização. Comandava o Exército Português o 2º Duque de Lafões. Só em 21 de fevereiro de 1801, o Duque de Lafões deu ordens para o recrutamento de 2.000 homens em Lisboa o que era manifestamente insuficiente para completar unidades muito desfalcadas. Para comandar as tropas daquela província (Alentejo) tinha sido nomeado o Marechal de Campo Gomes Freire de Andrade.
Entretanto foram feitas alterações no dispositivo português. Foi constituído um só exército com as tropas de Entre-Douro-e-Minho e de Trás-os-Montes e outro com as tropas do Alentejo e Beira. No primeiro caso, foi nomeado comandante o Marquês Louis François Carlet de La Rozière, emigrado francês enviado pelos Britânicos para servir no Exército Português, e Gomes Freire de Andrade foi nomeado seu Quartel-mestre. No segundo caso, o do chamado Exército de Entre Douro e Guadiana, foi nomeado seu comandante o Tenente-general John Forbes Skelater que partiu para o Alentejo no dia 7 de março e chegou a Estremoz a 21 desse mês, recebendo ali o comando do referido exército. O seu Quartel-mestre general era o Marechal de campo João Jacob de Mestral e o Ajudante geral era o Coronel D. Miguel Pereira Forjaz.

#### Exército
O Exército de Entre Douro e Guadiana era constituído por cinco divisões:
- Divisão da Beira, sob o comando do Tenente-general João Dordaz e Queirós, com 12.138 homens. Parte deste efetivo encontrava-se a guarnecer as praças de Almeida (3.000), Monsanto (800) e outros pontos da fronteira (800). Cerca de 1.000 homens encontravam-se doentes. A missão desta divisão era defender a linha Castelo Branco, Trancoso e Belmonte para impedir o avanço de tropas invasoras em direção a Lisboa a partir da Beira.
- A região do Alentejo dispunha de três divisões sob o comando do General Skellater:

- A Divisão do Tenente-General D. António Soares de Noronha tinha o quartel-general em Monforte e era constituída quatro batalhões de infantaria, seis esquadrões de cavalaria e três bocas de fogo de artilharia.
- A Divisão do Tenente-general Conde de São Lourenço tinha o quartel-general em Portalegre e era formada por quatro batalhões de fuzileiros, dois batalhões de granadeiros, dois batalhões de caçadores e três bocas de fogo de artilharia.
- A Divisão do Tenente-general Marquês de Angeja tinha o quartel-general em Alter do Chão e era formada por quatro batalhões de infantaria, seis esquadrões de cavalaria e três bocas de fogo de artilharia.
- Existia também uma Divisão na região do Algarve, região de que era Capitão-general D. Francisco de Melo da Cunha de Mendonça e Meneses.

#### Praças

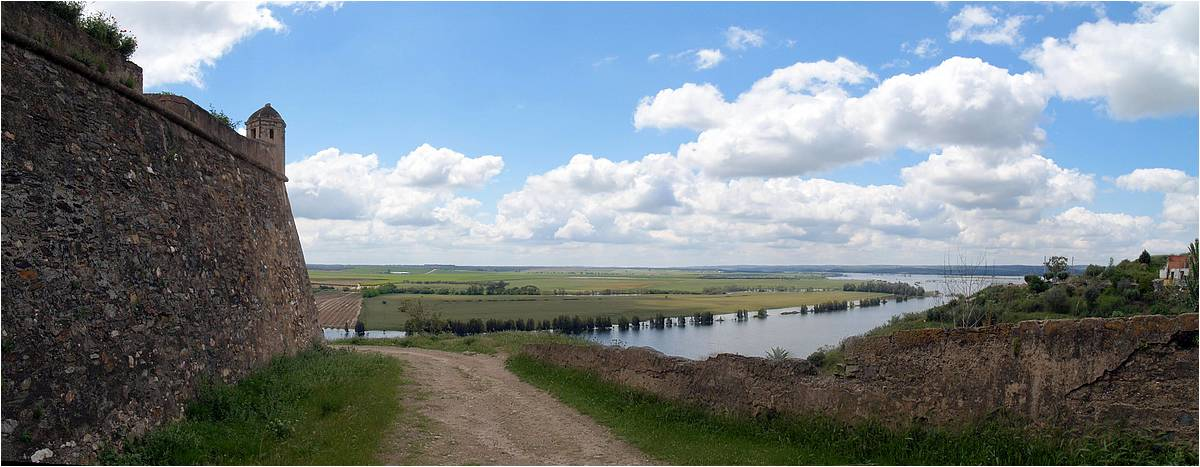
A fronteira portuguesa no Alentejo estava defendida por um conjunto de praças fortes, muitas delas em mau estado de conservação e mal guarnecidas. De qualquer forma, a resistência oferecida não correspondeu, na generalidade dos casos, às possibilidades das fortificações. Na imagem, uma vista da praça de Juromenha.

As praças do Alentejo foram guarnecidas por tropas de linha e por milícias:
- Praça de Campo Maior, cujo governador era o Tenente-coronel do Real Corpo de Engenheiros Matias José Dias Azedo, ficou com uma guarnição formada pelo Regimento de Infantaria de Campo Maior, pelo Regimento de Milícias de Portalegre e dois esquadrões do Regimento de Cavalaria de Olivença. A população civil juntou-se aos militares na defesa da praça;
- Praça de Juromenha, que tinha como governador o Tenente-coronel Veríssimo António da Gama Lobo, uma companhia de caçadores do Regimento de Infantaria de Vieira Teles, uma companhia do Regimento de Infantaria de Castelo de Vide, cinco companhias do regimento de Milícias do Crato e um destacamento de artilharia;
- Em Castelo de Vide mantiveram-se oito companhias do Regimento de Infantaria de Castelo de Vide;
- No Marvão, a praça ficou sob o comando do Coronel José Joaquim Salazar Eça Jordão e a sua guarnição era de apenas 150 homens pertencentes a uma companhia do Regimento de Infantaria de Castelo de Vide e cinco companhias do Regimento de Milícias do Crato;
- Praça de Olivença, tendo como governador o Marechal de campo Jules César Auguste Hèrcules de Chermont, tinha como guarnição um batalhão do Regimento de Milícias de Vila Viçosa;
- Na praça de Estremoz encontrava-se um batalhão do Regimento de Milícias de Ourique;
- As praças de Castelo de Vide, Serpa, Moura, Mourão e Arronches, dispunham de governador e do respetivo estado-maior mas não de artilharia e essa falta impedia-as de organizar uma defesa minimamente eficaz.

Um ofício datado de 24 de março de 1801, dirigido por Francisco de Borja Garção Stockler, secretário militar do Duque de Lafões, ao Tenente-general John Forbes of Skellater, dá-nos uma ideia do estado em que se encontravam muitas das praças portuguesas:
«Ill.mo e ex.mo sr.
O senhor marechal general junto à real pessoa, informando que a praça de Mértola se acha sem portas, e com algumas ruínas muito notáveis nas suas muralhas, e considerando por outra parte quanto importa que a sobredita praça seja guarnecida com um destacamento proporcionado à importância daquele ponto, ordena que v. ex.ª mande examinar por um oficial engenheiro o estado da referida fortaleza, e que desde logo requeira ao general Fernando da Costa de Ataíde e Teive as precisas ordens para o seu pronto reparo, do qual cuidará sem detença.
Deus guarde a v. ex.ª, etc.»
Além destas forças, encontrava-se em Lisboa um corpo de tropas sob o comando do General Simon Frazer que era composto por dragões ingleses e três regimentos de emigrados franceses. Estes regimentos eram denominados Loyal Emigrant, Castries e Mortemar e tinham entre 750 e 800 homens cada um. Esta força saiu de Lisboa a 18 ou 19 de maio em direção ao Alentejo.

### As ações militares

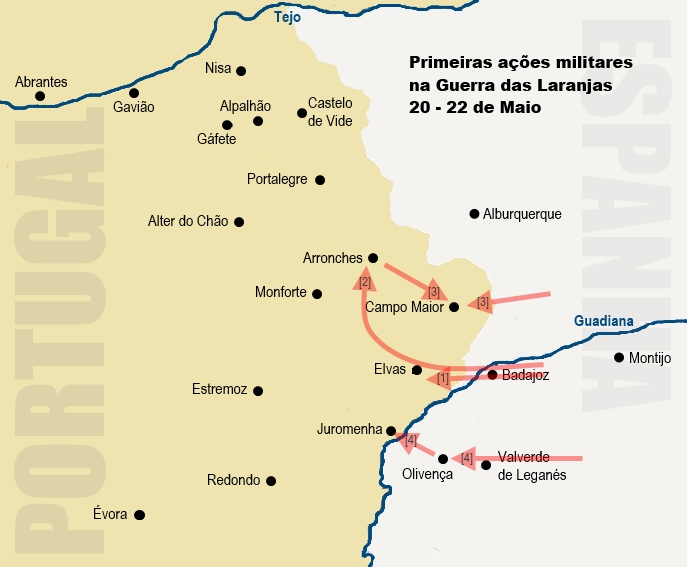
Início das operações militares na Guerra das Laranjas.

#### Avanço para Elvas e Arronches

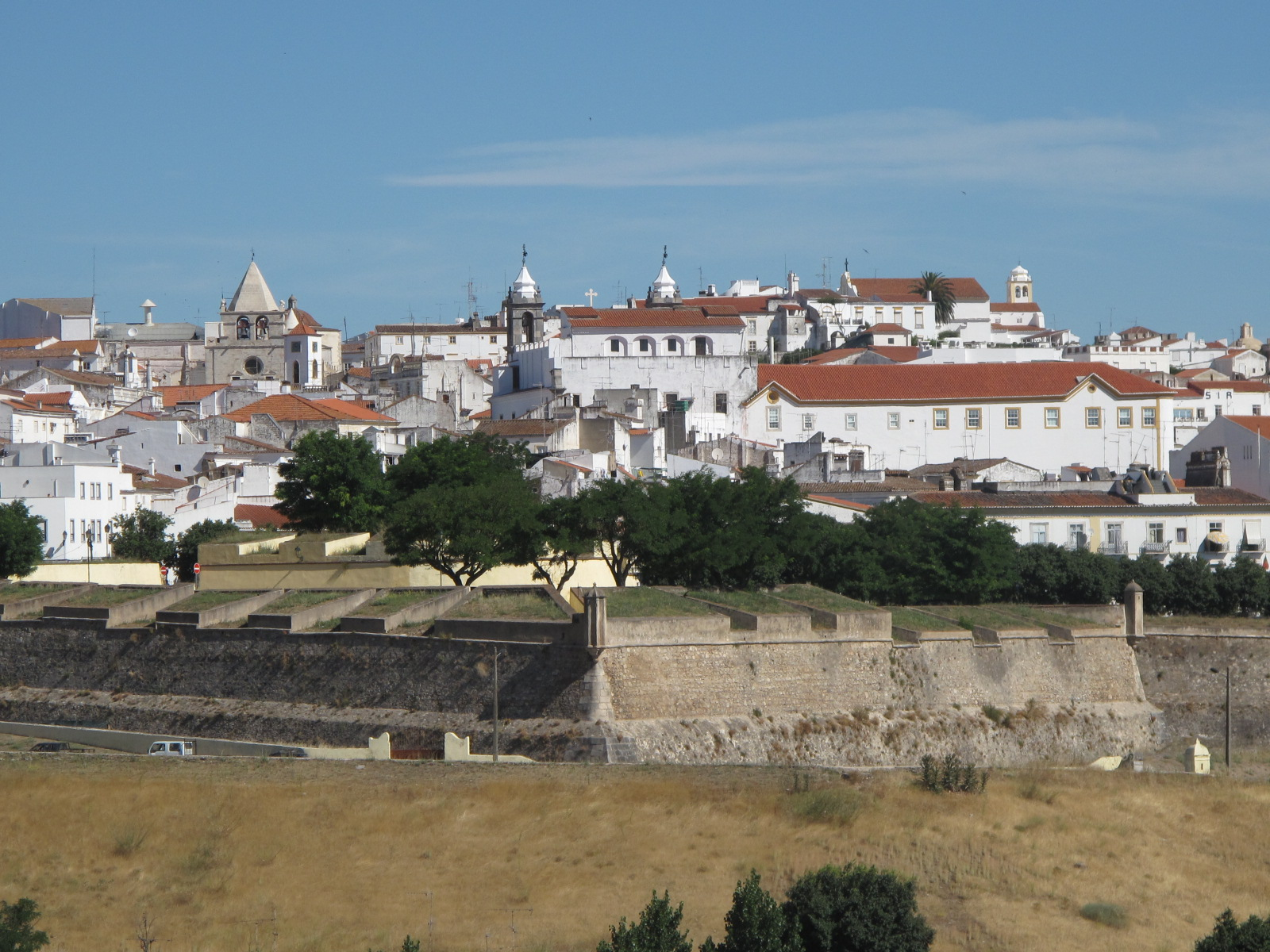
Muralhas da praça de Elvas, primeira cidade a ser cercada pelo exército espanhol

A Divisão de Vanguarda espanhola dirigiu-se para Elvas e atingiu as imediações da praça no dia 20 de maio. De Elvas saiu uma força portuguesa numa sortida sem eficácia. Após uma breve troca de tiros, aquela força retirou-se para o interior das muralhas. O governador de Elvas, D. Francisco Xavier de Noronha, recusou render-se aos Espanhóis. A praça de Elvas, guarnecida com uma força de cerca de 9000 homens, tinha excelentes muralhas, abundante artilharia e abastecimentos que lhes permitiriam resistir a um cerco prolongado. A praça não foi atacada pelos Espanhóis que se limitaram a bloqueá-la. Desta forma, a força portuguesa que ali se encontrava ficou retida no seu interior, não tendo intervenção nas restantes operações militares. As 1.ª e 2.ª Divisões espanholas também entraram em Portugal pela região de Elvas mas todas as forças espanholas que por ali circularam não foram ameaçadas pela guarnição da praça, apesar de esta ser numerosa. No dia 5 de junho as tropas portuguesas executaram uma nova surtida, houve troca de tiros de artilharia, mas não houve qualquer desenvolvimento da situação.
Deixando bloqueada a praça de Elvas, a 2.ª Divisão e a Divisão de Vanguarda espanholas dirigiram-se para Arronches onde, a 20 de maio, entraram em combate com as forças portuguesas. A praça de Arronches dispunha de uma guarnição de 1.369 homens e era seu governador D. José Cárcome Lobo. A praça tinha as muralhas muito danificadas desde a Guerra da Restauração (1640 – 1668) e não possuía recursos para enfrentar as forças espanholas pelo que D. José Cárcome Lobo tinha recebido ordens para não oferecer resistência e retirar em direção a Alegrete. A vigilância das forças portuguesas falhou completamente pois a aproximação das tropas espanholas surpreendeu a guarnição da praça. As tropas portuguesas encontravam-se fora das muralhas quando se aproximaram as tropas espanholas. Estas desferiram um ataque violento e a derrota dos portugueses foi rápida. Só não houve um desastre completo porque Bernardim Freire de Andrade encontrava-se em Mosteiros e enviou um corpo de tropas para proteger a retirada da guarnição de Arronches. Os Espanhóis aprisionaram 244 militares incluindo cinco oficiais. O número de mortos e feridos de ambos os lados não é conhecido com exatidão pois nas fontes disponíveis os números variam entre as duas dezenas e as três centenas. Depois destes acontecimentos, as tropas sob comando de Bernardim Freire de Andrade retiraram em direção a Portalegre. Apesar da incompetência demonstrada por D. José Cárcome Lobo, este foi muito elogiado pelo Duque de Lafões.

#### Avanço para Olivença e Juromenha

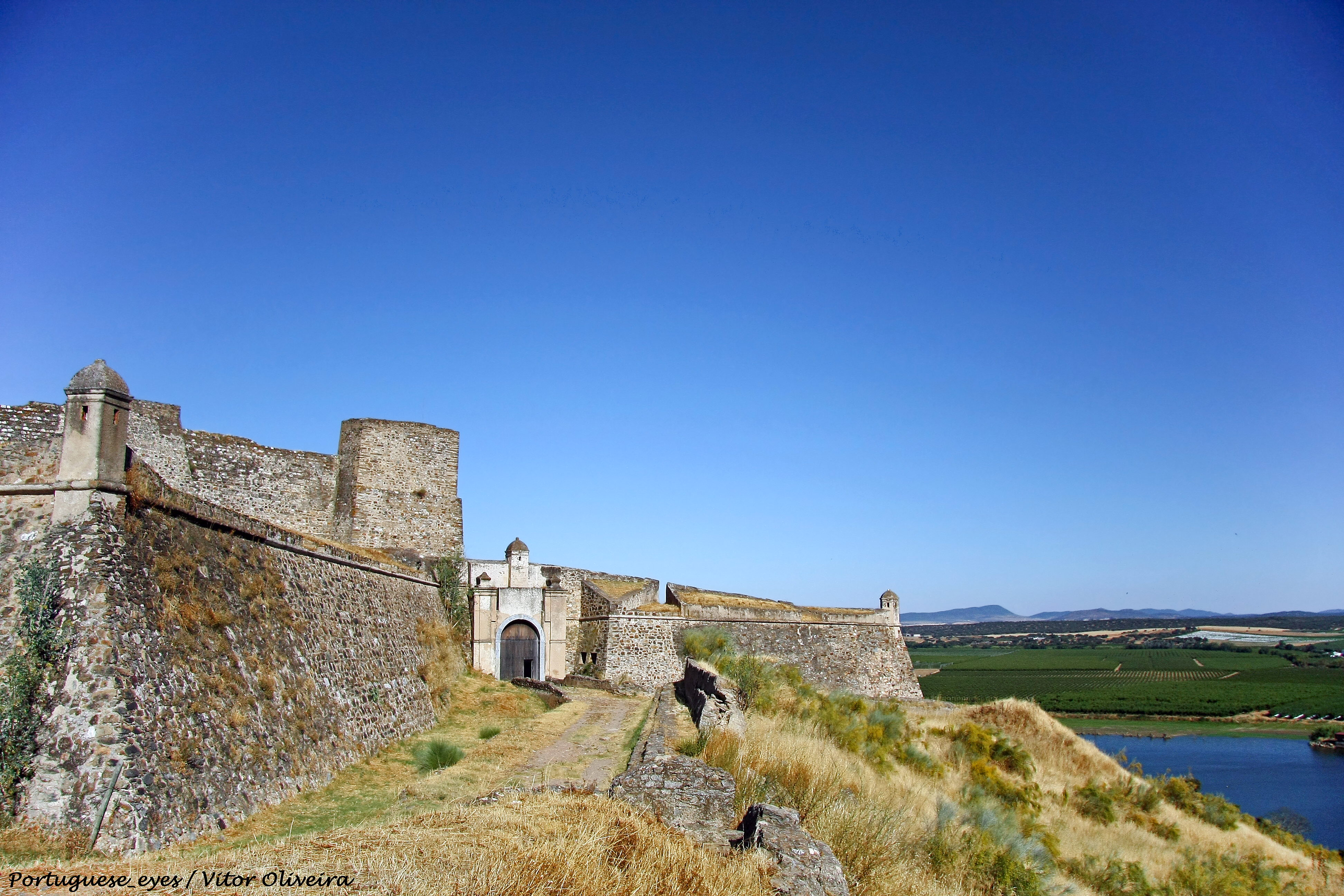
A Fortaleza de Juromenha, na margem do Tejo, tomada no primeiro dia da invasão

A 3.ª Divisão espanhola avançou no dia 20 de maio para Olivença. Esta praça tinha como governador Júlio César Augusto de Chermont, um francês ao serviço de Portugal. A guarnição da praça resumia-se a cerca de 200 milicianos e à população. Existiam 36 bocas-de-fogo de artilharia mas só algumas estavam montadas. A 3.ª Divisão espanhola acampou em Valverde de Leganés e foi enviada uma força de 4000 homens a Olivença. A pouca distância da praça foi enviado um mensageiro a intimar o governador a render-se. Perante as ameaças do parlamentário espanhol, Chermont entregou Olivença sem qualquer resistência. Foram negociados os termos da rendição segundo os quais a guarnição saiu livre sendo-lhes cedidos meios para transportar bagagens e atravessar o Guadiana. O governador e todo o seu estado-maior ficaram livres sob o compromisso de não voltarem a pegar em armas durante esta guerra. Os habitantes foram livres de ficar e manter os seus privilégios ou vender os seus bens e abandonar a praça. Após ter chegado a Lisboa, Charmont foi preso no castelo de S. Jorge.
Ainda no dia 20 de maio, cerca de 3000 homens da 3.ª Divisão, sob comando do General Juan Carrafa, avançaram para Juromenha. Esta praça tinha como governador o Tenente-coronel Veríssimo António da Gama Lobo. A aproximação das tropas espanholas foi feita por uma ponte que estava ao alcance da artilharia da praça mas, inexplicavelmente, esta não foi utilizada. Foram disparados alguns tiros de artilharia e de espingarda quando o inimigo se encontrava fora do alcance das armas. Os espanhóis enviaram um emissário e foram discutidos os termos da rendição. A guarnição portuguesa saiu da praça e desfilou armada perante as forças espanholas como era habitual fazer quando os termos da guarnição eram negociados. No final do desfile entregavam as armas mas, tanto oficiais como soldados, foram autorizados a conservar o restante equipamento. Depois as tropas podiam ser encaminhadas para a povoação mais próxima que melhor tivesse condições para os acolher. Isto era feito sob o compromisso de não voltarem a pegar em armas nessa guerra. Os espanhóis ficaram na posse da artilharia, armas ligeiras, munições e abastecimentos existentes na praça. O inventário destes recursos foi feito na presença de um comissário português que ficou com um duplicado do documento. Gama Lobo foi julgado em conselho de guerra e condenado à morte mas, por decreto de 23 de janeiro de 1802, a sentença foi comutada. Foi enviado em prisão perpétua para o Forte de São Filipe de Benguela.

#### Cerco de Campo Maior

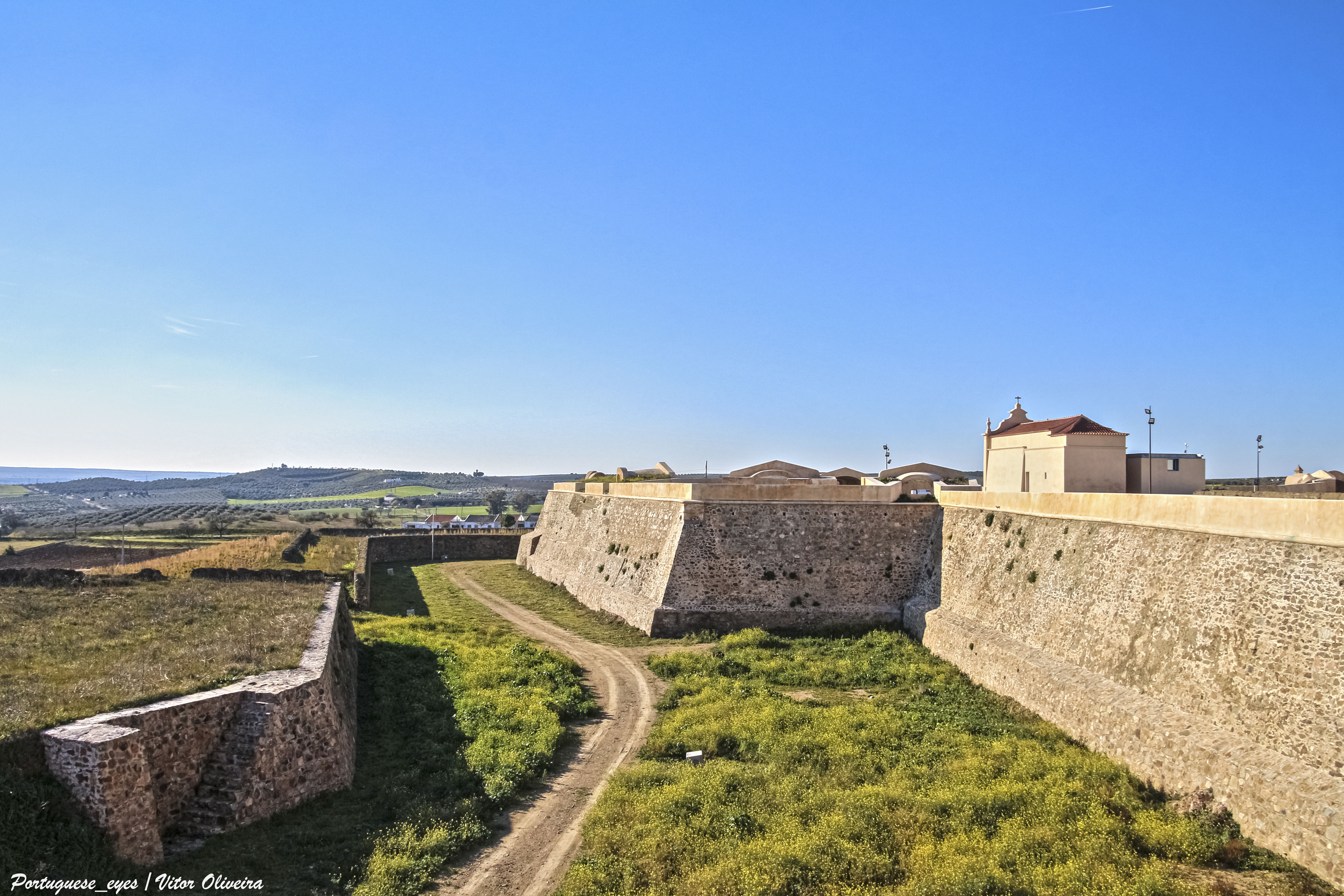
Em 20 de maio, a Praça-forte de Campo Maior foi cercada pelo exército espanhol, capitulando no dia 7 de junho

A 4.ª Divisão espanhola teve a missão de cercar Campo Maior no início da invasão. A guarnição de Campo Maior andaria por volta dos 2000 homens, dos quais 500 eram habitantes que colaboraram na defesa e 300 pertenciam ao Regimento de Milícias de Portalegre. A praça-forte estava guarnecida com 100 bocas-de-fogo de artilharia: 70 peças de diversos calibres, 16 obuses e 14 morteiros. O governador da praça era o Tenente-coronel do Real Corpo de Engenheiros Matias José Dias Azedo. As primeiras forças espanholas a serem avistadas eram da 2.ª Divisão, de onde foi enviado um emissário a intimar a rendição que foi prontamente recusada pelo governador. Na resposta enviada ao comandante espanhol, no dia 22 de maio, Dia Azedo afirmava: «Tendo eu a honra de dirigir uma guarnição pronta a derramar o seu sangue pela glória do seu príncipe e pelos sagrados direitos da legítima defesa da sua pátria, não posso de modo algum abrir mão dos deveres da honra, e deixar de aproveitar a constante resolução de todos os fiéis oficiais portugueses que se acham dentro deste recinto … »
Pelas 14h00 do dia 21 apareceram as forças da 4.ª Divisão que começaram a formar em linha de batalha. O comando do Exército português em Portalegre ponderou enviar socorros a Campo Maior mas a empresa mostrou-se inviável e Godoy, ao ter conhecimento dessas intenções, mandou reforçar a 4.ª Divisão com tropas da 3.ª Divisão. O bombardeamento de Campo Maior começou no dia 23 de maio. Da praça portuguesa responderam com as bocas-de-fogo instaladas. O fogo prosseguiu de ambos os lados até ao dia 6 de junho. Até aí havia esperança que uma força fosse enviada para os socorrer. No entanto, a capacidade de fogo da praça estava muito reduzida pois apenas três bocas-de-fogo de artilharia continuavam a disparar. As muralhas estavam já muito danificadas e a fadiga dos defensores era grande. No dia 6 foi convocado um conselho de guerra que deliberou aceitar uma rendição em termos honrosos. No dia 7 foi assinada a capitulação de Campo Maior saindo os defensores com todas as honras militares, levando armas e bagagens. Seguiram por Estremoz e por Avis até se reunirem com o grosso do exército, no dia 14 de junho, junto ao Tejo.

#### Retirada para Gavião e avanço para Portalegre

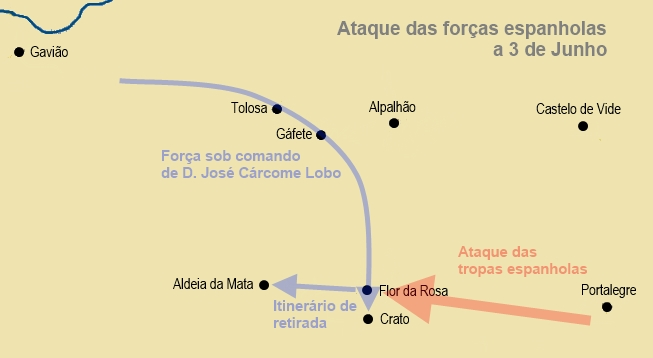
Operações militares durante a Guerra das Laranjas (3 de junho de 1801).

Os acontecimentos mostraram a impossibilidade de manter uma linha de defesa ao longo da fronteira. Na noite de 29 de maio, em Portalegre, reuniu-se um conselho de guerra presidido pelo Duque de Lafões. Neste conselho foi decidido retirar em direção ao rio Tejo. A retirada começou no dia 30 de maio. Posições que ofereciam boas condições de defesa foram abandonadas. Também se deixou às mãos do invasor os abastecimentos e as munições que tinham sido reunidos em Portalegre, Castelo de Vide e Alegrete, assim como os trens de hospitais, bagagens e alguma artilharia. Numa reunião realizada durante o percurso, em Alpalhão, foi decidido concentrar o Exército na região de Gavião e, a partir daí, procurar manter o Alentejo em mãos portuguesas..
As forças portuguesas em retirada chegaram à região de Gavião no dia 31 de maio. A infantaria portuguesa formou uma linha de defesa a sul de Gavião e as unidades de emigrados formaram uma segunda linha. Não foram enviadas forças para vigiarem os itinerários de aproximação pelo que o comando português desconhecia a posição das forças espanholas. A 3 de junho, o Duque de Lafões enviou uma força de 600 homens de infantaria e 70 de cavalaria a Gáfete, a Tolosa, a Flor da Rosa e a Crato com a missão de recolher os abastecimentos ali colocados. Para comandar esta força foi nomeado o Brigadeiro Bernardim Freire de Andrade que, por se encontrar doente, foi substituído por D. José Cárcome Lobo. Em Flor da Rosa, pelas 14h00, aproximou-se uma força espanhola com cerca de 2500 cavaleiros e três batalhões de infantaria. D. José Cárcome Lobo dispôs-se a defender as suas posições. A força atacante espanhola era nitidamente mais forte e os portugueses retiraram em direção a Aldeia da Mata onde reorganizaram uma posição defensiva. Ao fim de duas horas de combate esgotaram-se as munições e as forças portuguesas acabaram por se render.
No dia 1 de junho, as tropas espanholas marcharam de Arronches para Portalegre. Não foi encontrada resistência no caminho nem em Portalegre. No dia seguinte algumas forças marcharam até Castelo de Vide onde apreenderam grande quantidade de abastecimentos, munições e armamento. No Marvão foi oferecida resistência e os espanhóis desistiram de tomar a praça.

#### Operações militares em Trás-os-Montes e Algarve

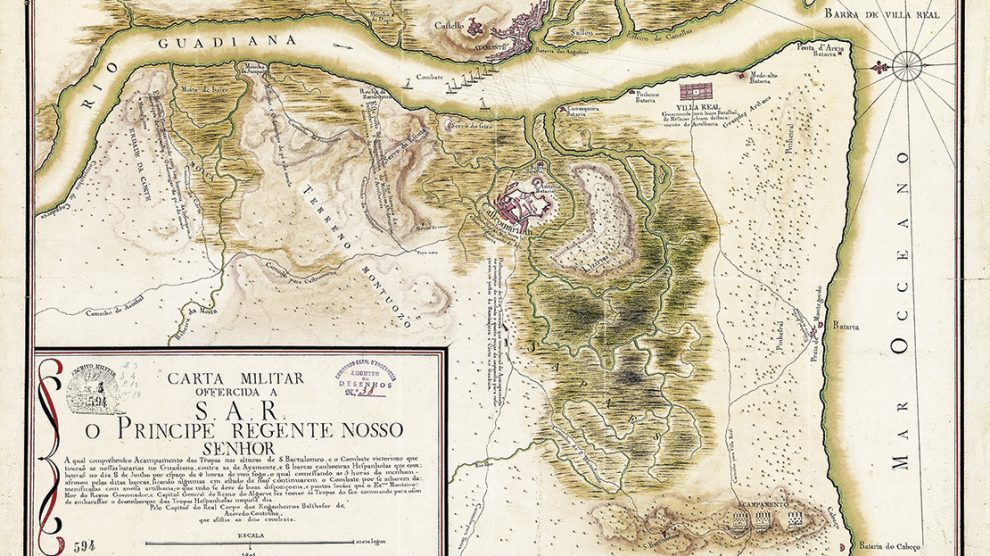
Mapa militar da Batalha do Guadiana

A Guerra das Laranjas não decorreu exclusivamente no Alentejo. Houve ações militares em Trás-os-Montes e no Algarve. A norte, no dia 8 de junho pelas 20h00, um destacamento português sob o comando do marechal de campo Gomes Freire de Andrade, com 1787 homens de infantaria e duas peças de artilharia ligeira (calibre 3), saiu do seu acampamento na Veiga de Chaves e dirigiu-se em direção a Monterrei. Houve alguns combates de pouca importância mas a operação de ataque a Monterrei não chegou a ser efetuada devido à falta de preparação e indisciplina das tropas. Gomes Freire deu ordem de retirada das suas forças na tarde do dia 9. Nesse dia à noite, ao serem ouvidos alguns disparos ao longe, gerou-se a confusão nas tropas portuguesas, de tal forma que julgaram estar perante um grande ataque espanhol. Alguns militares fugiram para Chaves onde lançaram o pânico com as suas descrições fantasiosas dos acontecimentos. A situação foi esclarecida por Gomes Freire. Houve mais algumas escaramuças sem quaisquer resultados significativos..
No Algarve também ocorreram alguns incidentes. Os portugueses tinham ocupado posições na margem direita (ocidental) do rio Guadiana. As forças espanholas, do outro lado do rio fizeram fogo frequentemente, tanto com artilharia como com mosquetes, sobre as tropas portuguesas que localizavam. No dia 8 de junho, as forças espanholas tentaram atravessar o rio. As tropas portuguesas opuseram-se e, ao fim de quatro horas de troca de tiros, os espanhóis desistiram do seu objetivo..

## Negociações e fim da guerra
Luís Pinto de Sousa Coutinho, nomeado plenipotenciário, dirigiu-se a Estremoz onde chegou no dia 21 de maio – o segundo dia da invasão. Dali enviou uma mensagem a Manuel Godoy a informar que desejava entrar em Elvas no dia seguinte. Godoy demorou a dar a resposta pois era do seu interesse que quaisquer conversações para a paz ficassem para mais tarde, quando as suas tropas tivessem penetrado mais no território português, o que diminuiria o poder negocial dos Portugueses. Por fim, foi passado um salvo-conduto que permitiu a Sousa Coutinho chegar a Elvas no dia 27 de maio. Ali foi convidado a dirigir-se a Badajoz onde, a 28 de maio, iniciou as conversações com Godoy e Luciano Bonaparte. As negociações decorreram entre 28 de maio e 8 de junho, data em que foram assinados os tratados com a Espanha e com a França..
Estas negociações decorreram simultaneamente com as operações militares. Enquanto Sousa Coutinho esteve em Badajoz, um sistema de mensageiros manteve-o em contacto com o Príncipe Regente de Portugal, futuro D. João VI, que ia enviando propostas de acordo com o andamento das negociações. A notícia da rendição de Campo Maior chegou a Badajoz na noite do dia 6 e esse facto diminuiu ainda mais o poder negocial português. Os dois tratados, com a Espanha e com a França, foram assinados no dia 8 mas ambos levaram a data de 6 de junho. Assim, com o acordo de Godoy e de Luciano Bonaparte, não foram introduzidas exigências que constavam das instruções enviadas por Napoleão Bonaparte e que, certamente, impossibilitavam a assinatura dos acordos dadas as exigências territoriais que o Primeiro Cônsul impunha. De qualquer forma, estes tratados ainda teriam de ser ratificados pelos respetivos governos mas, pelo menos, as operações militares foram interrompidas.
O tratado assinado com a Espanha, aquele que é normalmente designado como Tratado de Badajoz foi aprovado e ratificado pelo Príncipe Regente a 14 de junho de 1801 e por Carlos IV de Espanha a 5 de julho. Napoleão Bonaparte não ratificou o tratado. As suas exigências incluíam a entrega dos navios portugueses que tinham participado nas operações navais no Mediterrâneo, contra a França e a ocupação de parte do território português. Para pressionar, a fim de obter o que pretendia, entraram mais tropas francesas em Espanha. Estas somavam já cerca de 30.000 homens. Tudo apontava para o reinício das hostilidades. O Duque de Lafões foi substituído pelo marechal Carlos Alexandre, Conde de Goltz, e renovaram-se os pedidos de auxílio à Inglaterra. Apesar da pressão francesa, a Espanha manteve-se fiel ao tratado assinado e Carlos IV fez saber a Napoleão que não colaboraria numa nova guerra contra Portugal. Foram reiniciadas as negociações com a França numa nova ronda realizada em Madrid. Como representantes de ambos os governos estavam Luciano Bonaparte e Cipriano Ribeiro Freire. As negociações tiveram início a 2 de setembro e terminaram no dia 29 desse mês com a assinatura do Tratado de Madrid..
Enquanto decorriam as conversações que conduziram à assinatura do Tratado de Madrid, a França negociava também com a Inglaterra as condições de paz entre as duas potências. Se a assinatura de um tratado entre a França e a Inglaterra ocorresse antes da assinatura de um tratado entre a França e Portugal, este país poderia obter condições mais vantajosas pois não estaria sujeito a alinhar ao lado de uma ou de outra potência. Convinha a Portugal que as conversações se arrastassem o mais possível para que as condições impostas fossem menos pesadas. Para os Franceses a situação colocava-se ao contrário. Quantas mais vantagens obtivessem num tratado com Portugal, mais teriam para negociar com a Inglaterra. Assim, na noite de 27 de setembro, Luciano Bonaparte ameaçou com uma invasão imediata de Portugal caso não se chegasse rapidamente a acordo. Dessa forma, o tratado foi assinado dois dias depois. No dia 1 de outubro foi assinado entre a França e a Inglaterra o acordo preliminar da Paz de Amiens.

## Consequências territoriais

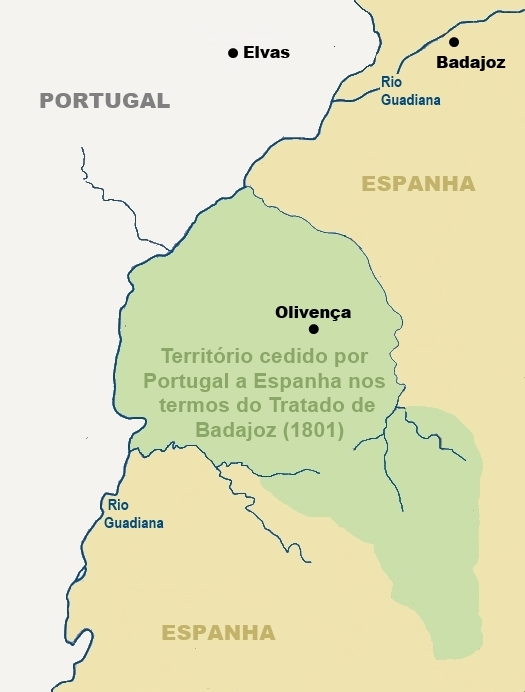
Território português de Olivença perdido para Espanha como consequência do Tratado de Badajoz no final da Guerra das Laranjas.

De acordo com o Artigo III do Tratado de Badajoz, a Espanha «conservará em qualidade de conquista para a unir perpetuamente aos seus domínios e vassalos a Praça de Olivença, seu território e povos desde o Guadiana; de sorte que este rio seja o limite dos respetivos Reinos, naquela parte que unicamente toca ao sobredito território de Olivença.». A fronteira entre Portugal e Espanha, na região do Alentejo, ficou assim traçada de acordo com o tratado assinado em 1801.
A Espanha só veio a assinar o Tratado de Viena em 10 de Junho de 1817, onde se comprometeu a devolver Olivença a Portugal, mas, mesmo assim, foi adiando sucessivamente o cumprimento do estabelecido, nunca tendo havido tal cumprimento da parte espanhola. De acordo com o Artigo IV do Tratado de Madrid, «os limites entre as duas Guianas Portuguesa e Francesa serão determinados no futuro pelo rio Carapanatuba … ». Este mesmo artigo estabelecia providências relativas aos «Índios» e aos «cidadãos ou súbditos» de ambas as potências, que residiam naquelas regiões.
Apesar de tudo, o desfecho da participação de Portugal nas guerras da revolução francesa, deu-se de uma forma menos negativa que em muitos outros países europeus. Como admitido por Rodrigo de Sousa Coutinho, Portugal foi o país que menos perdeu na Europa, conseguindo realizar os seus objectivos no Brasil.